# تقرير اليونسكو للعلوم
تقرير اليونسكو للعلوم (بالإنجليزية: UNESCO Science Report)‏ هو تقرير رصد عالمي تنشره بانتظام منظمة اليونسكو، كل خمس سنوات يرصد هذا التقرير أحدث الاتجاهات والتطورات بالسياسات والقوانين على الصعيد الوطني والإقليمي، على خلفية الحقائق الاجتماعية والاقتصادية والجيوسياسية والبيئية المتغيرة، يتم طرح كل إصدار في يوم 10 نوفمبر، وهو اليوم العالمي للعلوم من أجل السلام والتنمية، تم نشر أحدث إصدار في 10 نوفمير 2015.

## تاريخ تقرير اليونسكو للعلوم
في عام 1987، وافق المؤتمر العام لليونسكو على إطلاق التقرير العالمي الأول للمنظمة، وهو تقرير الاتصال العالمي، والذي ظهر لأول مرة بعد ذلك بعامين. في عام 1989، وافق المؤتمر العام على إطلاق تقرير التعليم العالمي، الذي ظهر في الأعوام 1991 و 1993 و 1995 و 1998 و 2000.
وقد أدى إطلاق هذين التقريرين إلى خلق زخم لتعميم التقارير العالمية على جميع مجالات اختصاص اليونسكو. كان «تقرير العلوم العالمي» (كما عُرف في الأصل تقرير اليونسكو للعلوم) هو العنوان التالي الذي ظهر في عام 1993. تبعه تقرير المعلومات العالمي الأول في عام 1997 ثم تقرير العلوم الاجتماعية العالمي في عام 1999، بالإضافة إلى تقريرين عن الثقافة العالمية في عامي 1998 و 2000. تم دمج تقريرين موجودين لإنتاج التقرير العالمي للاتصالات والمعلومات 1999-2000.
طُرح تقرير العلوم العالمي لأول مرة رسميًا في عام 1992 في المقترحات الأولية للمدير العام بشأن البرنامج والميزانية للفترة 1994-1995. تم تقديم هذه الوثيقة إلى المجلس التنفيذي لليونسكو، الذي يضم 58 دولة عضوًا متناوبًا ويجتمع مرتين سنويًا لمراقبة تنفيذ برنامج اليونسكو. تنص الوثيقة على أنه «على أساس الدروس المستفادة من صياغة ونشر أول تقرير للعلوم العالمي لليونسكو، سيتم اتخاذ تدابير لصقل هذا التعهد وتحسينه».
كان تقرير العلوم العالمي في البداية نتاجًا لبرنامج العلوم والتكنولوجيا والمجتمع التابع لليونسكو. حل تقرير العلوم العالمي محل مجلة اليونسكو بتأثير العلوم على المجتمع، والتي يرجع تاريخها إلى الخمسينيات من القرن الماضي. وقد لاحظ جاك ريتشاردسون، رئيس قسم العلوم والمجتمع في اليونسكو من 1972 إلى 1985 والمحرر السابق لـ Impact of Science on Society ، في ستين عامًا من العلوم في اليونسكو (2006) أن `` نشر التأثير استمر حتى أوائل التسعينيات، عندما كان تم تحويله إلى تقرير العلوم العالمي الذي يصدر كل سنتين '. إن محرر تقارير العلوم العالمية الثلاثة الأولى (1993 و 1996 و 1998) كان هوارد مور، الذي خلف جاك ريتشاردسون كمحرر لـ Impact of Science on Society. ويعكس الإصدار الأول من التقرير هذا التأثير، حيث تضمن تقرير العلوم العالمي لعام 1993 قسمًا يروج للقضايا المعاصرة في العلوم الأساسية.
في عام 2000، تم تعليق إنتاج التقارير العالمية في انتظار نتيجة التقييم الخارجي لسياسة اليونسكو فيما يتعلق بالتقارير العالمية. أوصى التقييم المجلس التنفيذي لليونسكو بأنه "في المستقبل، يجب أن يكون هناك تقرير عالمي واحد لليونسكو يُنشر كل عامين حول قضية محددة تختارها أجهزة (سيك) المنظمة بطريقة تفاعلية وتقديمها إلى المؤتمر العام لمزيد من المناقشة، بينما يجب أن تستمر التقارير العالمية الحالية كتقارير تحليلية عن حالة الفن في التعليم والعلوم والثقافة والاتصال والمعلومات في فترات تتراوح بين أربع وست سنوات.
وبالتالي تم إحياء العديد من التقارير الحالية، بما في ذلك تقرير العلوم العالمي، وتقرير العلوم الاجتماعية العالمي (في عام 2010) وتقرير التعليم العالمي. تم تغيير اسم التقريرالأخير إلى تقرير الرصد العالمي للتعليم للجميع.
من أجل تجنب الالتباس مع سلسلة التقارير العالمية الموضوعية الجديدة لليونسكو، تمت إعادة تسمية التقرير التحليلي لليونسكو حول حالة نظام الدعم العالمي للعلوم إلى تقرير اليونسكو للعلوم.وقد تولت سوزان شنيغانز منصب محرر السلسلة في عام 2003.
تماشيًا مع توصيات التقييم الخارجي لسياسة اليونسكو فيما يتعلق بالتقارير العالمية، تم تغيير دورية تقرير اليونسكو للعلوم إلى خمس سنوات واعتمدت السلسلة تركيزًا أقوى على رصد الاتجاهات والتطورات العالمية في سياسة العلوم والتكنولوجيا. أثبتت فترة الخمس سنوات بين التقارير أنها مفيدة، حيث أن «التقرير الخماسي يتمتع بميزة القدرة على التركيز على الاتجاهات الأطول أجلاً، بدلاً من أن يصبح راسخًا في أوصاف التقلبات السنوية قصيرة الأجل والتي، فيما يتعلق بالسياسة والعلوم ومؤشرات التكنولوجيا، نادرًا ما تضيف قيمة كبيرة».
ظهرت ثلاثة تقارير في السلسلة منذ التقييم، في 2005 و 2010 و 2015. ومن المقرر إصدار التقرير التالي في نوفمبر 2020. وكان التركيز في طبعة 2015، على وجه الخصوص، على إظهار سياسة العلم والتكنولوجيا والابتكار والحوكمة لا تتطور في الفراغ، بل تتأثر بالعوامل السياسية والاجتماعية والاقتصادية والبيئية، وهي تؤثر بدورها على هذه العوامل.

## التغطية الجغرافية
تضيف كل طبعة التفاصيل الجغرافية. توفر طبعة 2021 من تقرير اليونسكو للعلوم بيانات 193 دولة، مع مساهمات من أكثر من 70 مؤلفا من 52 دولة. تم النشر في 2021 يونيو، وصول التقرير السابع في السلسلة إلى منعطف حاسم، حيث أصبحت الدول الآن في ثلث الطريق إلى الموعد النهائي لعام 2030 لتحقيق أهداف التنمية المستدامة (SDGS). يكشف التقرير أن بلدان جميع مستويات الدخل تشترك في جدول أعمال مشترك للانتقال إلى الاقتصادات الرقمية و «ألاقتصادات الخضراء».
تشمل المواضيع التي تغطيها عام 2021 علاقتنا بالتقنيات المتقدمة والموارد والطاقة التي يحتاجون إليها، والثورة الصناعية الرابعة، وتأثير بريكس على العلوم والتكنولوجيا وحالة المرأة في العلوم والصناعة. ولأول مرة، فإن تحليل الإنتاج العلمي يقلل من المجال الواسع للتكنولوجيات الاستراتيجية الشاملة في حقولها الفرعية، مثل الذكاء الاصطناعي والروبوتات والطاقة والتكنولوجيا النانوية. وكان لوباء كورونا دور في تنشيط أنظمة إنتاج المعرفة. تعتمد هذه الديناميكية على الاتجاه نحو التعاون العلمي الدولي، والتي تدعمها بشكل جيد لمعالجة هذه التحديات العالمية الأخرى مثل تغير المناخ وفقدان التنوع البيولوجي. ومع ذلك، فإن علوم الاستدامة لا يدعم بعد في النشر الأكاديمي، وفقا لتقييم التقرير للإنتاج على 56 موضوعًا من الأولوية للوصول إلى أهداف التنمية المستدامة، على الرغم من أن البلدان تستثمر أكثر من ذي قبل في التقنيات الخضراء.
تختتم الطبعة 2021 بقولها أن البلدان ستحتاج إلى استثمار المزيد في البحث والابتكار، إذا كانت تنجح في انتقالها الرقمي والأخضر المزدوج. أثارت أكثر من 30 دولة بالفعل الإنفاق البحثي منذ عام 2014، تماشيًا مع التزامها بأهداف التنمية المستدامة. على الرغم من هذا التقدم، ما زالت ثمانية بلدان من أصل عشر دول تكرس أقل من 1٪ من الناتج المحلي الإجمالي للبحث، وإدامة اعتمادها على التقنيات الأجنبية.
قدمت النسخة لعام 2015 من تقرير اليونسكو للعلوم بيانات عن 189 دولة ولمحات مختصرة متفاوتة الطول من 140 دولة. وتتضمن ثلاث فصول عالمية و 13 فصول إقليمية و 11 فصلًا على بلدان فردية، وهي: البرازيل وكندا والصين والهند وإيران وإسرائيل وماليزيا واليابان وجمهورية كوريا والاتحاد الروسي والولايات المتحدة الأمريكية.
تحتوي المواضيع المشمولة في عام 2015 الإصلاح الأخير للتعليم العالي في أفغانستان، وأول سياسة غرب إفريقيا حول العلوم والتكنولوجيا (ECOPOST)، والعلوم والتكنولوجيا في البلدان الفردية، بما في ذلك البرازيل، بوتسوانا، كازاخستان، ملاوي، أوغندا، جمهورية تنزانيا المتحدة، زيمبابوي وجزر المحيط الهادئ، والبحوث الطبية الحيوية في الولايات المتحدة، وتواجه التحديات التي تواجه الابتكار في ماليزيا، والتأثير المتوقع ل Brexit على العلوم والتكنولوجيا، وحالة مشاركة الإناث في البحث العلمي وتطوير التعاون الجنوبي_الجنوبي في العلوم.
تطور تقرير اليونسكو للعلوم على مر السنين، وتوسعت التغطية الجغرافية للتقرير. وقد لاحظت الطبعة عام 2015 من تقرير اليونسكو للعلوم أنه «على الرغم من أن معظم الأبحاث والتطوير في البلدان ذات الدخل المرتفع، فإن الابتكار منتشر ويحدث في بلدان عبر النطاق الكامل لمستويات الدخل».

## روابط خارجية
- الموقع الرسمي لتقرير اليونسكو للعلوم
- تقرير اليونسكو للعلوم حتى 2030 باللغة العربية